# Дунаваршань
Дунаваршань (угор. Dunavarsány) — місто в центральній частині Угорщини, у медьє Пешт.
Населення - 7000 осіб (2006). Площа міста - 22,52 км. Щільність населення - 267,41 чол./км².
Поштовий індекс - 2336. Телефонний код (+36) 24.

## Міста-побратими
- Геммінген, Німеччина (1999)
- Славець, Словаччина (2002)
- Четфалва, Україна (2007)

## Галерея

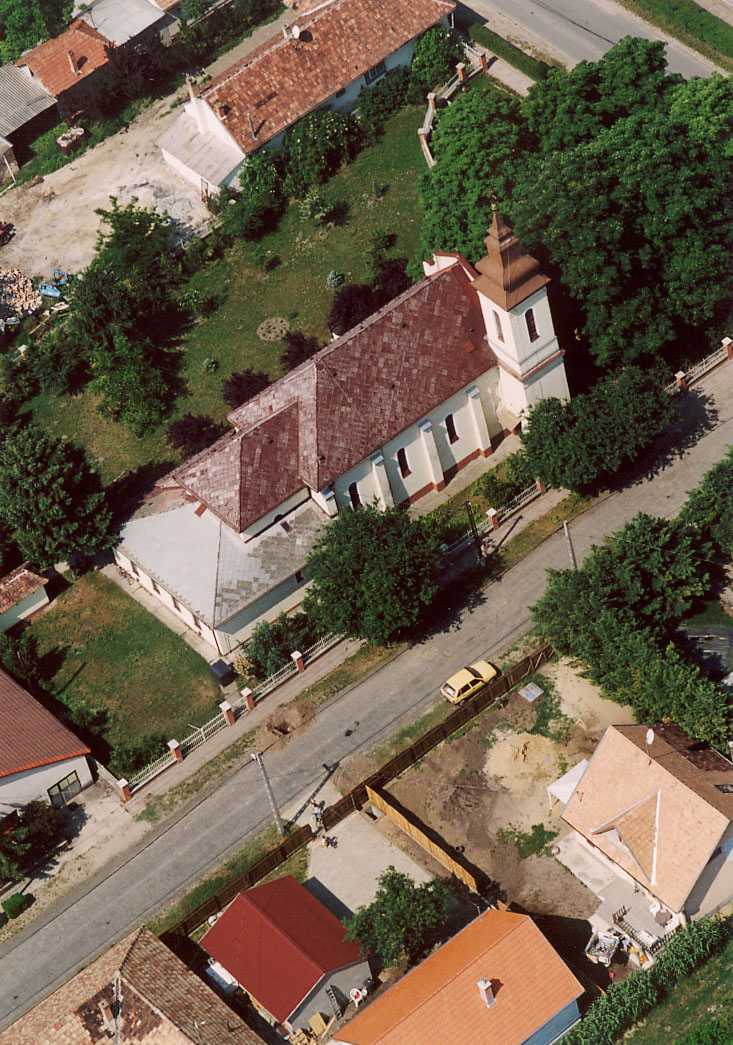

| Угорщина | Це незавершена стаття з географії Угорщини. Ви можете допомогти проєкту, виправивши або дописавши її. |

1. ↑  Magyarország helységnévtára, Detailed Gazetteer of Hungary — KSH, 2024.
2. 1 2 3  Dunavarsányról